# Conditionnalité (aide internationale)
Pour les articles homonymes, voir Conditionnalité.
 (septembre 2016).
Améliorez-le ou discutez des points à vérifier. 
 (mars 2024).
Si vous disposez d'ouvrages ou d'articles de référence ou si vous connaissez des sites web de qualité traitant du thème abordé ici, merci de compléter l'article en donnant les références utiles à sa vérifiabilité et en les liant à la section « Notes et références ».
En pratique : Quelles sources sont attendues ? Comment ajouter mes sources ?
La conditionnalité dans l'aide internationale est l'ensemble des conditions exigées par les créanciers, notamment les institutions financières internationales, en échange de prêts à des États (souvent de pays en développement) qui font face à des problèmes financiers.

## Contexte
Les grandes organisations économiques internationales, dont les plus connues sont le Fonds monétaire international (FMI) et la Banque mondiale (BM), proposent des financements – aux pays en développement principalement. Les prêts du FMI visent à assurer la stabilité du système monétaire international, alors que ceux de la BM concernent plutôt des projets de développement, du microcrédit aux projets d’infrastructure.
Les prêts des institutions internationales, même celles de développement, ne sont pas sans contrepartie. Les pays emprunteurs sont mis au ban des circuits traditionnels de prêt en raison de leurs problèmes de solvabilité, et sont donc presque obligés de passer par ces organismes afin d'obtenir des fonds. Les taux d’intérêt proposés par les institutions économiques internationales sont en principe relativement bas, mais les prêts sont conditionnels. Les gouvernements emprunteurs créent, conjointement avec les organisations de prêt, des programmes de réforme économiques et financières destinés à assurer la solvabilité future du pays. En effet, les institutions de prêt entendent récupérer les sommes engagées, ainsi que les intérêts associés.
La conditionnalité se justifie par le fait que les institutions de prêt doivent être sûres que les prêts seront utilisés efficacement, et que les États – qui forment les organisations internationales – refuseraient de prêter si ces garanties n’existaient pas.
Les étapes de suivi d'un programme de conditionnalités sont autant d'objectifs à atteindre et de moyens à mettre en œuvre. Elles sont négociés d'accord parties et visent le retour à l'équilibre budgétaire et à la croissance. Il comporte en général :
- un volet macroéconomique, qui définit la politique économique générale future du pays pour revenir à la croissance et réduire la pauvreté (volet indispensable pour obtenir la « facilité pour la réduction de la pauvreté et pour la croissance ») ;
- un volet plus technique qui détaille les réformes envisagées pour sortir le pays de l'ornière.

Ces volets incluent en général :
- la diminution des dépenses publiques
- l’augmentation des recettes publiques
- l’amélioration de la gouvernance
- la mise en place de politiques de croissance

En 1999, Alassane Ouattara, DGA du FMI, définissaient les trois piliers du développement conséquence d'un plan d'ajustement réussi ainsi : « Tous ces entretiens (avec des chefs d’État, des ONG, des experts…) m'amènent à la conclusion que le développement repose sur trois piliers : une bonne politique économique, un environnement juridique et politique approprié et un développement social équitable. »

### Un exemple
En 1997, les objectifs du programme d'ajustement de l'Albanie étaient :
- limiter la baisse du PNB en 1997 à 8 % et atteindre une croissance réelle de 12 % en 1998 ;
- limiter l'inflation à 54 % en 1997 et à 20 % en 1998 ;
- maintenir des réserves de change bruts équivalentes à 3,5 mois d'importations en 1998.

## Histoire
Le prêt à un État souverain met les créanciers dans une situation délicate : contrairement aux situations où ils font affaire avec des débiteurs privés, ils ne peuvent pas toujours faire valoir leurs droits. Toutefois, ils peuvent menacer de ne pas renouveler les prêts. Pour agir de façon concertée, ils peuvent former des cartels comme par exemple la Corporation of Foreign Bondholders fondée à Londres en 1868 et qui pouvait imposer à des États des réformes fiscales en échange de nouveaux prêts.
À sa création, le FMI n'est pas supposé imposer de conditions à son aide financière. Néanmoins, dès les années 1960, il commence à exiger de la part des gouvernements des politiques macroéconomiques censées limiter l'inflation et rétablir la balance des paiements. Les années 1980 marquent un tournant sur deux points. Premièrement, les conditions attachées aux prêts sont désormais des réformes structurelles bien plus exigeantes ; deuxièmement, le FMI se coordonne avec la Banque mondiale et les autres grands prêteurs régionaux ou internationaux pour que tous imposent ces conditions et que les pays dans le besoin ne puissent pas faire jouer la concurrence entre prêteurs. Depuis les années 2000, les conditions ont aussi inclus des réformes de « gouvernance » des États.

## Pourquoi des conditionnalités?
Les conditionnalités sont apparues dès 1968 et se sont multipliées dans les années 1990.
La multiplication de ces conditionnalités peut être attribuée d'une part à l'apparition de nouvelles facilités de prêt, le FMI gardant son rôle de prêteur en dernier ressort et d'autre part, à la nécessité d'obtenir des résultats sur la durée.
Dans une note d'orientation datée de 2000, le directeur du FMI, afin de répondre aux critiques d'immixtion dans la politique économique d'États souverains, a demandé que soient rationalisé l'usage des conditionnalités dans les programmes.
En 2002, une directive demande que les conditionnalités soient incorporées avec parcimonie et seulement si elles présentent une importance « décisive » dans la réussite du plan d'ajustement.
Cette directive prend le soin de rappeler « qu'il est entendu que les documents de programme, notamment les lettres d'intention, seront préparés par les autorités (avec la coopération et l'assistance des services du FMI) et qu'ils représentent les objectifs de l'action des pouvoirs publics ».

## Les critiques de la conditionnalité
Elles visent principalement :
- le contenu des programmes de réformes. Bien que, à la suite de nombreuses critiques, le vocabulaire des organisations économiques internationales a évolué et semble prendre en compte les conséquences sociales des réformes imposées, le contenu des programmes a systématiquement une orientation libérale. Privatisation des rares entreprises publiques encore existantes, diminution du personnel administratif, gel des salaires, réforme de la fiscalité, etc., ces mesures sont, en tout cas dans un premier temps, extrêmement douloureuses pour les populations, et ont tendance à déstabiliser les gouvernements contraints de les mettre en œuvre.
- la légitimité des dettes précédemment contractées par les gouvernements. De nombreux États n’empruntent que pour avoir les capacités financières de rembourser leurs dettes, et non pour investir directement dans le développement. Or les dettes des États ont souvent des origines lointaines, et peuvent avoir été contractées par des gouvernements jugés illégitimes.

## Faisabilité des politiques d'ajustements conditionnels selon l'OCDE
Le rapport de l'OCDE sur La faisabilité politique de l'ajustement  fut publié en 1996 pour donner des conseils aux gouvernants en matière de contrôle des mouvements sociaux, des réactions de la population face aux mesures d'austérité.
Pour le centre de développement (de l'OCDE) c'est un manuel visant à faciliter les politiques adéquates et la stabilisation sociale.
En effet, les politiques d'ajustement sont souvent combattues par les habitants du pays, souvent obligés de renoncer à des avantages actuels (comme des subventions sur le prix de la farine, de l'essence ou autres) contre des avantages futurs difficilement perceptibles.
Pour Christian Morrisson, réussir des politiques d'ajustement structurel dans l'opinion publique passe notamment par la bonne gestion des hausses de prix (étalement, communication). Il souligne que certaines mesures (notamment monétaires ou d'investissement public) sont moins impopulaires que d'autres, bien que leurs conséquences futures n'aient pas que des avantages pour le pays.
Il préconise enfin de ne pas faire porter également l'effort de façon égale sur tous les groupes sociaux, mais ne toucher que certains, afin de ménager une partie de l'opinion publique.
Pour Éric Toussaint (président du Comité pour l'annulation de la dette du tiers monde de Belgique) c'est un vrai manuel de « guerre économique contre les populations ». Son association prône l'annulation sans conditions de la dette du tiers monde, alors que les créanciers multilatéraux préfèrent une politique de réforme préalable.

## Exemples de réformes recommandées par le FMI et planifiées en 1997/1998
Exemples tirés en grande partie d'un rapport annuel du FMI, ces exemples concernent la période 1997/1998. Ils rassemblent l'ensemble des recommandations qu'a exercées le FMI, pas forcément dans le cadre d'une politique d'ajustement structurel. On peut voir que les mesures sont très diverses et ne concernent que dans certains cas la structure de l'économie.
Plus précisément, les pays cités plus bas ont conclu avec le FMI un des quatre types d'accords suivants :
- Les accords de confirmation, portent à la fois sur la politique macroéconomique et la politique structurelle.
- Les accords au titre du mécanisme élargi de crédit
- Les accords au titre de la facilité d'ajustement structurel renforcée (accords FASR)
- L'aide d'urgence, en cas de catastrophe naturelle ou de conflits.

Liste sommaire de réformes citées dans ce rapport annuel 97/98 :
- Les réformes préconisées par le FMI visent à améliorer l'efficacité du régime fiscal. (ex : Arménie, Argentine, Cameroun, Côte d'Ivoire, Ghana, Pakistan, Sénégal)
- Augmentation des impôts (ex. : Albanie)
- Politique monétaire rigoureuse, c’est-à-dire selon le FMI, la baisse du taux d'inflation. (ex. : Albanie, Arménie, Cap-Vert, Estonie, Ghana, Mongolie, Pakistan)
- Privatisation des entreprises publiques pour désendettement et meilleure gouvernance, surtout dans le secteur bancaire (ex. : Albanie, Azerbaïdjan, Bolivie, Burkina Faso, Cameroun, Lettonie, Guinée-Bissau [4])
- Augmentation des aides sociales (ex. : Albanie)
- Réforme du marché du travail pour réduire le chômage (ex. : Argentine)
- Réforme des services sociaux (ex. : Argentine, Arménie, Mongolie)
- Élimination des subventions visant à influer le marché (ex : Arménie)
- Assainissement du système financier (ex. : Albanie, Arménie, Azerbaïdjan, Bolivie, Estonie)
- Réorganisation de la fonction publique, réduction des effectifs (ex. : Azerbaïdjan, Bolivie, Cameroun, Sénégal, Guinée-Bissau)
- Réforme du système judiciaire pour créer des conditions favorables à l'investissement (ex. : Azerbaïdjan, Bolivie, Burkina Faso)
- Libéralisation économique (ex. : Burkina Faso, Cameroun, Cap-Vert, Côte d'Ivoire, Ghana, Lettonie)
- Investissement dans l'éducation (ex. : Burkina Faso, Cameroun)
- Investissement dans la santé (ex. : Burkina Faso, Cameroun)
- Investissement dans les infrastructures (ex. : Cameroun)
- Réduction des dépenses publiques hors éducation et santé (ex. : Côte d'Ivoire)
- Réduction de toutes les dépenses publiques (ex. : Djibouti)
- Non-discrimination de l'investissement étranger (ex. : Pakistan)
- Des politiques pour augmenter les exportations et l'extraction de ressources naturelles.
- Dévaluation de la monnaie. (ex. : Mauritanie[5])
- Libéralisation du commerce, suppression des restrictions à l'importation (ex. : Ghana[6])
- Suppression du contrôle des prix et des aides de l'État.